# Puchar Świata w Zapasach 2018 – styl wolny mężczyzn

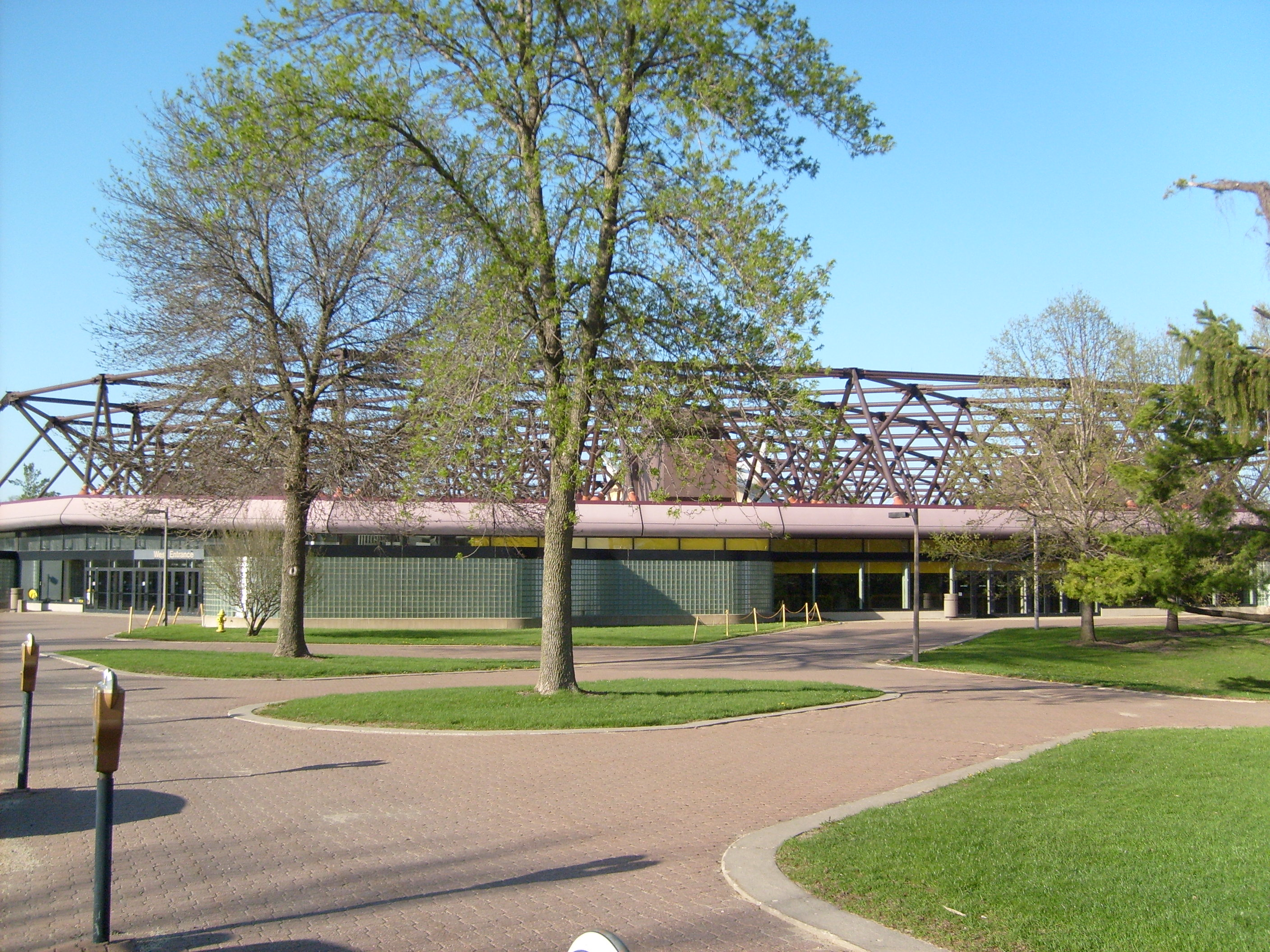
Carver–Hawkeye Arena

Zawody Pucharu Świata w 2018 roku w stylu wolnym mężczyzn rozegrano w dniach 7–8 kwietnia w Iowa City w USA w hali sportowej Carver–Hawkeye Arena.

## Ostateczna kolejność drużynowa
| Poz. | Państwo           |
| ---- | ----------------- |
|      | Stany Zjednoczone |
|      | Azerbejdżan       |
|      | Japonia           |
| 4.   | Kuba              |
| 5.   | Gruzja            |
| 6.   | Mongolia          |
| 7.   | Kazachstan        |
| 8.   | Indie             |

* Reprezentacja Turcji, wycofała się z turnieju. Zastąpił ją Iran, który także zrezygnował z uczestnictwa, w proteście przeciwko nieporozumieniom z FILA, co do daty zorganizowania turnieju w stylu klasycznym, w mieście Ahwaz. Jego miejsce zajęła Mongolia.
* Zespół Rosji został wycofany z zawodów z powodu trudności w otrzymaniu wiz amerykańskich, po zamachu na Siergieja Skripala. Jego miejsce zajęły Indie.

## Wyniki

### Grupa A
| Grupa A | Grupa A           |
| ------- | ----------------- |
| 1.      | Stany Zjednoczone |
| 2.      | Japonia           |
| 3.      | Gruzja            |
| 4.      | Indie             |

Wyniki:
- Stany Zjednoczone –  Japonia 7–3
- Stany Zjednoczone –  Gruzja 8–2
- Stany Zjednoczone –  Indie 10–0
- Japonia –  Gruzja 7–3
- Japonia –  Indie 9–1
- Gruzja –  Indie 8–2

### Grupa B
| Grupa B | Grupa B     |
| ------- | ----------- |
| 1.      | Azerbejdżan |
| 2.      | Kuba        |
| 3.      | Mongolia    |
| 4.      | Kazachstan  |

Wyniki:
- Mongolia –  Azerbejdżan 3–7
- Mongolia –  Kuba 3–7
- Mongolia –  Kazachstan 6–4
- Azerbejdżan –  Kazachstan 9–1
- Azerbejdżan –  Kuba 8–2
- Kuba –  Kazachstan 5–5 (tech. 21–22)

### Finały
- 7–8  Indie –  Kazachstan 0–10
- 5–6  Gruzja –  Mongolia 6–4
- 3–4  Kuba –  Japonia 4–6
- 1–2  Stany Zjednoczone –  Azerbejdżan 6–4

### Klasyfikacja indywidualna
| Waga   |                                    |                                        |                                  | 4                    | 5                     | 6                          | 7                            | 8                      |
| ------ | ---------------------------------- | -------------------------------------- | -------------------------------- | -------------------- | --------------------- | -------------------------- | ---------------------------- | ---------------------- |
| 57 kg  | Thomas Gilman                      | Giorgi Ediszeraszwili Əfqan Xaşalov ** | Yūki Takahashi                   | Reineri Andreu       | Teimuraz Waniszwili   | Erdenbatyn Bechbajar       | Muchambiet Kuatbiek          | ----                   |
| 61 kg  | Joe Colon Kendric Maple            | Achmiednabi Gwarzatiłow                | Kazuya Koyanagi Rinya Nakamura   | Yowlys Bonne         | Lasza Lomtadze        | Tümenbilegijn Tüwszintulag | Rasuł Kalijew                | Sandeep Tomar          |
| 65 kg  | Logan Stieber                      | Hacı Əliyev Ağahüseyn Mustafayev       | Daichi Takatani Takuto Otoguro   | Alejandro Valdés     | Magamed Saidowi       | Batczuluuny Batmagnaj      | Sajatbek Okasow              | Sharvan                |
| 70 kg  | James Green                        | Coşqun Əzimov                          | Keisuke Otoguro Kirin Kinoshita  | Franklin Marén       | Lewan Kelechsaszwili  | Sandżaagijn Ganbajar       | Mieirżan Aszyrow             | Arun Kumar             |
| 74 kg  | Jordan Burroughs                   | Gadżymurad Omarow                      | Ken Hosaka Yūhi Fujinami         | Liván López          | Tarzan Maisuradze     | Gandzorigijn Mandachnaran  | Danijar Kajsanow             | Om Prakash Vinod Kumar |
| 79 kg  | Kyle Dake                          | Cəbrayıl Həsənov                       | Sōsuke Takatani                  | Yoan Zulueta         | Tariel Gaprindaszwili | Gantulgyn Iderchüü         | Sakien Ajtżanow              | Sachin Giri            |
| 86 kg  | David Taylor                       | Aleksandr Gostijew                     | Shōta Shirai Masao Matsusaka     | Yurieski Torreblanca | Dawit Chuciszwili     | Orgodolyn Üjtümen          | Elchan Asadow                | Pawan Kumar            |
| 92 kg  | J’den Cox Hayden Zillmer           | Asłanbiek Ałborow                      | Takasahi Ishiguro                | Lázaro Hernández     | Dawit Marsagiszwili   | Luwsandordżijn Törtogtoch  | Ilischan Cziłajew            | Deepak Punia           |
| 97 kg  | Kyle Snyder                        | Roman Bəkirov                          | Taira Sonoda Takeshi Yamaguchi   | Reineris Salas       | Giwi Maczaraszwili    | Öldzijsajchany Batdzul     | Mamied Ibragimow             | Viky                   |
| 125 kg | Nick Gwiazdowski Dominique Bradley | Dżamaładdin Magomiedow                 | Nobuyoshi Arakida Taiki Yamamoto | Yudenny Alpajón      | Zwiad Metreweli       | Nacagsürengijn Dzolboo     | Däulet Szabanbaj Oleg Bołtin | Pushpender Singh       |

- Azer Əfqan Xaşalov w walce finałowej wystąpił w kategorii 61 kg.